# ألين غروسمان
ألين غروسمان (بالإنجليزية: Allen Grossman)‏ هو أستاذ جامعي وشاعر أمريكي، ولد في 7 يناير 1932 في منيابولس في الولايات المتحدة، وتوفي في 27 يونيو 2014 في تشيلسي في الولايات المتحدة.